# Cantó de l'Oberland

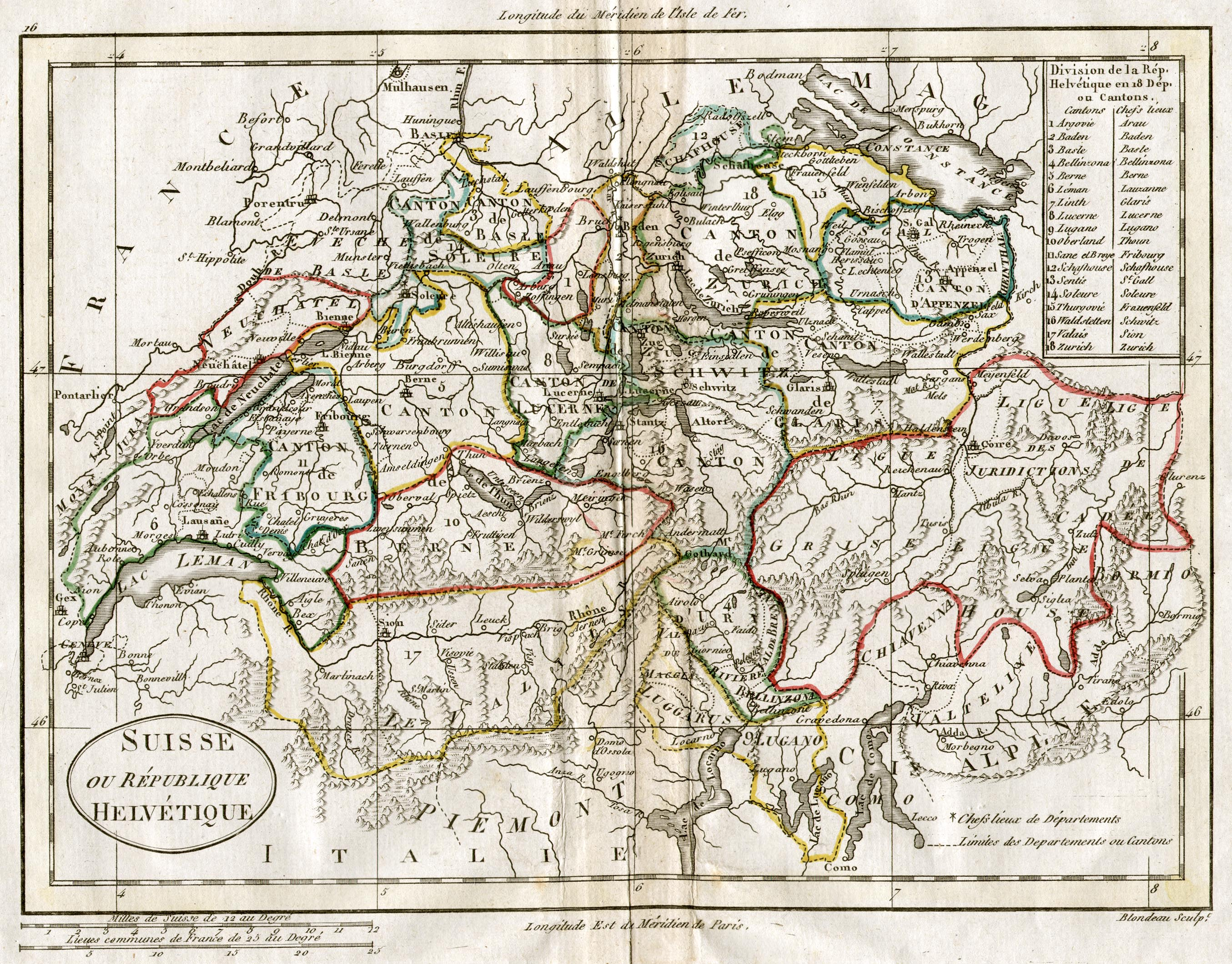
Mapa de 1798 de la República Helvètica

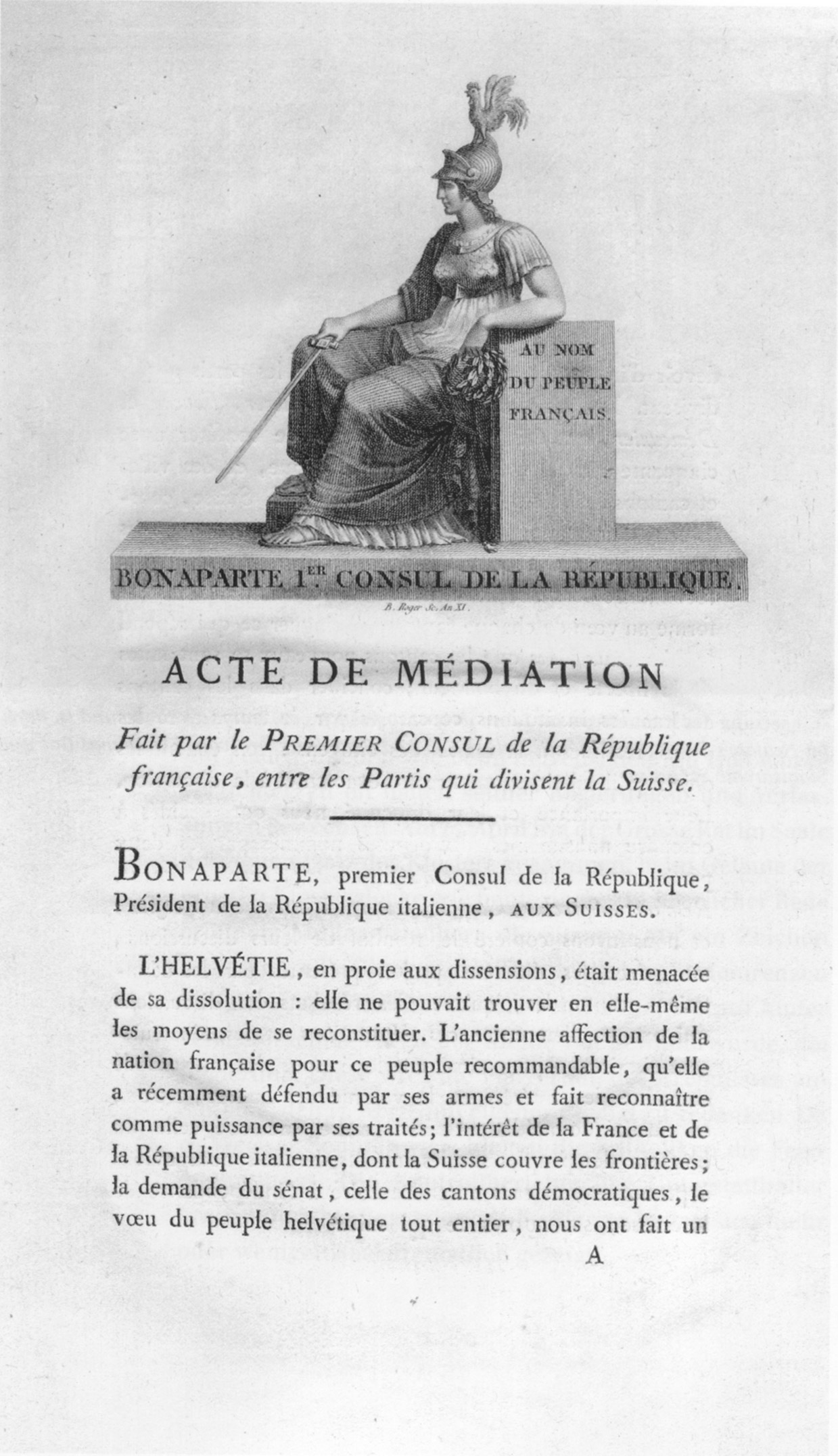
Acta de mediació

El cantó de l'Oberland fou un cantó de l'antiga República Helvètica. Fou creat el 14 d'abril de 1798 a l'Oberland bernès amb Thun com a capital, per segregació d'una part del cantó de Berna.
En 1803, l'Acta de mediació va reintegrar el cantó de l'Oberland al cantó de Berna.

## Història
Després de la invasió napoleònica de Suïssa el 1798, l'antic ordre de Berna va ser dissolt i l'Oberland va ser separat de la resta del cantó. Dins del nou cantó, no es van considerar les fronteres històriques ni els drets tradicionals. Com que no hi havia hagut anteriorment sentiment separatista entre la població conservadora, va haver-hi poc entusiasme pel nou ordre. El 1801 es va proposar (Constitució de la Malmaison) la reunificació de l'Oberland amb Berna, però no va ser fins a l'Acta de mediació, dos anys més tard, amb l'abolició de la República Helvètica i la restauració parcial de l'antic ordre, que els dos cantons es van reunificar

## Districtes
Durant la seva curta vida, el cantó fou administrat en deu districtes:
- Aeschi
- Brienz
- Frutigen
- Interlaken (capital: Wilderswil)
- Oberhasli (Meiringen)
- Saanen
- Upper Simmental (capital: Zweisimmen)
- Lower Simmental (capital: Erlenbach)
- Thun
- Unterseen